# 蜂蜜與四葉草
《蜂蜜與四葉草》，羽海野千花创作的日本漫畫作品，後來被改編成電視動畫與電影。蜂蜜幸運草也獲得第27屆講談社漫畫賞少女部門的最佳作品。獲選為2005年第九屆日本新媒體動漫藝術節動畫部門推薦的作品。
本作品在三本漫畫雜誌上連載，分別是寶島社的CUTiE、集英社的YOUNG YOU以及Chours連載，漫畫單行本方面，寶島社曾發行第一集，而集英社發行第一集至第十集的單行本，目前其中文版在香港由玉皇朝發行，而台灣由尖端出版發行。本作品是第27回講談社漫畫賞的得獎漫畫。
電視動畫方面，自2005年4月14日開始，第一季於富士電視台的noitaminA節目專區播映，一共24集；其後Animax取得了東南亞及東亞地區播映權，當中包括香港，播放包括了只限於DVD發佈的的２集ＳＰ(Chapter L及 F)。第二季動畫於2006年6月29日播映，並在同一節目區播映，總共12集。
2005年7月22日，在日本播放真人電影版本。富士電視台於2008年1月8日播放由日本演員演出的電視連續劇。華視於2008年5月25日則播出由台灣演員演出的電視連續劇。

## 故事
蜂蜜與四葉草講述美大生─竹本裕太在貧窮與森田忍學長所帶來的煩惱之中度過的大學生活。
有一天，竹本他們的大學老師花本修司向他們介紹了他的親戚花本育。竹本裕太對她一見鍾情、而古怪的學長森田忍似乎也對她相當在意。然而，森田的愛情表現讓育無法感受，週遭的人除了森田被育所討厭以外什麼都不知道。可是，與森田熟識的竹本卻注意到了森田真正的心意，才華洋溢的的天才森田學長居然是自己的情敵，這令竹本的心中抹上一股不安。然後，竹本的擔憂成了事實。育和森田互相被對方所吸引，而雙方也對此有了自覺。

## 登場人物
- 花本育[1]（ 聲優：工藤晴香；台灣：陶敏嫻）

油畫科學生，花本修司親戚的女兒。育的父親是修司的堂兄弟。具有天生的藝術才能，作為新人藝術家，受到許多人關注。
實際是已成年的美少女（初登場的年齡是18歲），只是外貌言行像個小孩，一點都不像是大學生，經常被誤是蘿莉而本人很厭惡過分嬌小的現實。
被擁有天才氣息的森田所吸引，但是森田忽遠忽近的態度使她心痛；竹本對她的溫柔，她也很重視。
親人死後，和修司一起上東京，很依賴修司。對修司就像大哥〔或是父親般看待〕長野縣安昙野市出身。
- 竹本祐太（ 聲優：神谷浩史、野島健兒 [2]；台灣：李景唐）

建築科的學生。在沒有爸爸、沒有兄弟姊妹的環境成長，雖然照顧母親曾是生活的價值，在母親再婚時失去生活的目標，之後進入美術大學。
手指靈巧。不知道自己想做什麽，總是煩惱又彷徨。
對育一見鍾情，但是，森田和育互相喜歡，使他有些裹足不前。
在森田忍的交友名單中是「柴犬」。
出身群馬縣高崎市。
- 山田亞弓[3]； 聲優：高橋美佳子；台灣：李悅寧）

真山的同學。陶藝系學生。在陶技術的才能被公眾認同。在大學內部作爲正義感強的姐姐的存在知道，從「鐵人」別名可以知道她的體力水平。
大學附近酒店的女兒、被商店街年輕人喜歡著，是商店街第三代女神，暗戀真山。
像母親又像姊姊般的照顧、擔心育。料理天份只有育和自己懂。
在後期和野宮先生逐漸走近，即使如此，對真山還是在乎。
是有男人緣、活潑的女孩。
有著美胸和美腿，使得育羨慕不已。
3月的獅子中，有描述與和野宮結婚並住在長野縣
- 真山巧（ 聲優：杉田智和；台灣：官志宏）

竹本的前輩。建築學科的學生，曾在原田公司打工，而喜歡大他幾歲的理花。畢業後在有名的建築公司的藤原設計公司工作。
對於喜歡自己的山田不捨。在森田忍的交友名單中是「智能犯真山」。
在藤原設計公司因分裂（分成東京和鳥取），被指派到鳥取，因不想離開理花而離職，之後又變成原田設計的職員。
石川縣金澤市籍貫。人物是根據音樂家菅止戈男而設定。
- 森田忍（ 聲優：上田祐司、釘宮理惠(孩童時期)；台灣：梁興昌）

竹本和真山的學長。雕刻科學生，擁有極高的才華，被丹下教授形容是才能超載的爆走列車。雖然有著天才般的才能，但是也常常因為這一點受到別人不太友善的對待。和竹本、真山住在同一棟公寓，不過由於在自己的房間設置了可辨識聲音的SF保安系統，導致他常常進不了自己的房間，所以常常賴在真山的房間。
非常喜愛錢，原因是兒時父親司被夥伴達夫背叛，導致父親的公司“森田綜合技術研究所”被國外的“Floyd Electric”公司併購，忍跟哥哥為了把父親的公司搶回來，所以一直努力工作累積資金。
他和竹本都對育有好感。每年在賞櫻花的時候，都會舉辦個人演唱會，並且廣受歡迎。小時候曾經因為過分寵愛貓狗，而使牠們有了精神障礙。
- 花本修司（ 聲優：藤原啓治；台灣：李景唐）

濱田山美術大學的教師。和花本育是親戚關係，也曾當過育的代理爸爸。和理花、原田是大學時代的朋友。其實很喜歡理花。
理花丈夫去世後，支持著理花，以免讓她跟隨著她的丈夫原田而死去。
請真山到原田設計公司幫忙，但卻沒有想到真山會喜歡上理花。
對育懷有戀愛之情。
- 原田理花（原田理花（はらだ りか））（旧姓：江上 聲優：大原沙耶香；台灣：陶敏嫻）

和修司、丈夫原田（聲優：台灣：官志宏（第一季）、梁興昌（第二季））是大學時代的好友。
原田設計的經營者。在丈夫死去後獨自的扛下夫妻倆的夢想工作室，忙到隱疾發作。
因自己的過錯使丈夫死於車禍而後悔、自己很自責。怕傷害到關心自己的真山，故意和他保持距離。
- 森田馨（ 聲優：竹若拓磨、皆川純子(孩童時期)；台灣：梁興昌）

忍的哥哥。和忍的工作具有深的有關係的人。
因兒時父親對忍的稱讚，使他自認比不上忍，但為搶回父親的事業，與忍一起拼命籌措資金，暗中運作計畫。
- 野宮匠（ 聲優：濱田賢二；台灣：梁興昌）

在藤原設計事務所上班，真山的前輩。知道自己喜歡山田，無奈的是山田一直都只看著真山而沒有發現他的心意。
工作效率強，有女人緣。原本一直怕傷害山田，後來因為山崎的一番話讓野宮轉而用正面的態度來看待戀愛。
- 山崎一志（ 聲優：土田大；台灣：李景唐）

在藤原設計事務所上班，為真山的前輩，單戀著美和子。
常常在美和子的慫恿下穿著奇特又微妙的衣服，卻因為體格的關係經常出現在流行服裝雜誌上，而且意外的受到好評。
- 勅使河原美和子（ 聲優：根谷美智子；台灣：陶敏嫻）

在藤原設計事務所上班，為真山的前輩。在公統括社員，工作上具有魄力，但也扮演支持、照顧及安慰真山及其他同事的角色。在公司飼養名為Leader的狗。
- 藤原毯男（Mario）（聲優：大川透；台灣：官志宏）

藤原設計事務所的社長之一，與類二是同胞兄弟，他是長兄。他與弟弟經常吵架，也曾因此將藤原設計事務所分家。
- 藤原類二（Ruiji）（聲優：乃村健次）

藤原設計事務所的社長之一，他是藤原毯男的同胞弟弟。
- 慎先生（しんさん）（聲優：羽多野涉；台灣：官志宏）

竹本在旅行目的地認識的寺院修建人士。他自身也在年輕的時候，為了摸索自己的人生道路而展開過自行車旅行。
- 六太郎（ろくたろう）（聲優：浪川大輔；台灣：梁興昌）

竹本在旅行目的地相識的寺院修建人士。18歲。是貧窮人家的孩子。
- 羅麥亞學長（ローマイヤ先輩）（聲優：山寺宏一；台灣：官志宏）

真山和竹本在公寓居住的前辈。
老家是農家，會送蔬菜，又在火腿店打工，可以分到火腿；對宿舍的一般窮學生而，言是非常崇拜的對象。
曾在遊樂園打工帶給孩子們夢想、入場者數目爆增10倍以上。
- 合田稼頭男（あいだ かずお）（聲優：三宅健太；台灣：梁興昌）

竹本的繼父，竹本母親再婚的丈夫。對於竹本和竹本的媽媽對自己很客氣感到無奈，很希望可以真正參與他們這一家的人生。
在醫院時看到竹本在說夢話，很堅定的握住他的手，使竹本很感動。在竹本說要重讀時希望他可以向他要求。
- 德大寺老師（聲優：菅生隆之；台灣：官志宏）

濱田山美術大學的教授，體格強健，是花本修司的老師，曾帶修司往蒙古作資料搜集。

## 出版書籍
寶島社版
1卷：2001年1月發行、ISBN 4-7966-2088-5（絕版）
集英社版
| 集數 | 集英社        | 集英社             | 尖端出版社     | 尖端出版社           | 次元书馆  | 次元书馆               |
| 集數 | 發售日期      | ISBN               | 發售日期       | EAN                  | 發售日期  | ISBN                   |
| ---- | ------------- | ------------------ | -------------- | -------------------- | --------- | ---------------------- |
| 1    | 2002年8月19日 | ISBN 4-08-865079-4 | 2004年7月20日  | EAN 471-0614-36969-6 | 2023年2月 | ISBN 978-7-5168-3470-1 |
| 2    | 2002年8月19日 | ISBN 4-08-865080-8 | 2004年8月17日  | EAN 471-0614-37015-9 | 2023年2月 | ISBN 978-7-5168-3470-1 |
| 3    | 2003年1月17日 | ISBN 4-08-865107-3 | 2004年10月5日  | EAN 471-0614-37016-6 | 2023年2月 | ISBN 978-7-5168-3471-8 |
| 4    | 2003年2月19日 | ISBN 4-08-865111-1 | 2004年10月8日  | EAN 471-0614-37161-3 | 2023年2月 | ISBN 978-7-5168-3471-8 |
| 5    | 2003年8月19日 | ISBN 4-08-865139-1 | 2004年11月10日 | EAN 471-0614-37289-4 | 2023年4月 | ISBN 978-7-5168-3522-7 |
| 6    | 2004年5月19日 | ISBN 4-08-865203-7 | 2005年1月12日  | EAN 471-0614-37290-0 | 2023年4月 | ISBN 978-7-5168-3522-7 |
| 7    | 2005年3月18日 | ISBN 4-08-865273-8 | 2005年9月21日  | EAN 471-0614-37757-8 | 2023年5月 | ISBN 978-7-5168-3528-9 |
| 8    | 2005年8月19日 | ISBN 4-08-865297-5 | 2006年4月14日  | EAN 471-7702-20003-9 | 2023年5月 | ISBN 978-7-5168-3528-9 |
| 9    | 2006年7月14日 | ISBN 4-08-865352-1 | 2007年1月8日   | EAN 471-7702-20791-5 | 2023年8月 | ISBN 978-7-5168-3590-6 |
| 10   | 2006年9月8日  | ISBN 4-08-865358-0 | 2007年4月19日  | EAN 471-7702-20821-9 | 2023年8月 | ISBN 978-7-5168-3590-6 |

### 相關書籍
- ハチミツとクローバー vol. 0オフィシャル・ファンブック - 2005年5月19日發售、ISBN 4-08-865283-5
- 公式アニメーション・ガイド ハチミツとクローバー 青春アルバム - 2006年6月19日發售、ISBN 4-08-865351-3
- ハチミツとクローバー film story - 2006年6月28日發售、ISBN 4-08-600782-7
- 「ハチミツとクローバー」PHOTO MAKING BOOK - 2006年7月4日發售、ISBN 4-08-102063-9
- ハチミツとクローバー 手作り絵本 - 2007年1月24日發售、ISBN 978-4-08-908054-2

## 電視動畫

### 製作團隊
- 監督 - 笠井賢一（第1期）→長井龍雪（第2期）
- 監修 - 笠井賢一（第2期）
- 系列構成、腳本 - 黑田洋介
- 人物監修 - 羽海野千花
- 人物設計 - 島村秀一
- 總作畫監督 - 吉田隆彥（第1期、第2期第11話）、兵渡勝（第2期）
- 後補設計 - 都築裕佳子（第1期）
- 美術監督 - 柴田千佳子
- 色彩設定 - 石田美由紀
- 影像設計 - 大河内喜夫
- 攝影監督 - 黒澤豊（第1期）→大河内喜夫（第2期）
- 編輯 - 西山茂
- 音響監督 - 明田川仁
- 音樂 - 林有三&サロン'68、DEPAPEPE（第2期）
- 音樂製作 - Aniplex（第1期）→SME Records（第2期）
- 開頭映像 - 野田凪（第1期第1話 - 第12話）→兒玉裕一（第1期第13話 - 第24話）→平野文子（第2期）
- 服裝監修 - 倉石一樹（第1期）
- 協力 - 集英社『YOUNG YOU』編集部（第1期）、grasshopper、Office Augusta
- 製作人 - GENCO
- 動畫制作 - J.C.STAFF
- 製作 - 蜂蜜幸運草製作委員會（Asmik Ace、集英社、富士電視台、電通、GENCO）

### 主題曲
第1期
- 片頭曲：
作詞：YUKI／作曲・編曲：蔦谷好位置／歌：YUKI

- 第1～12話、第24話的片尾曲：
作詞・作曲：渡辺健二／編曲：SUNEOHAIR／歌：SUNEOHAIR（日语：スネオヘアー）
- 第13～第23話片尾曲：『Mistake』
作詞：八熊慎一／作曲：奧田民生／歌：THE BAND HAS NO NAME

第2期
- 片頭曲：
作詞：YUKI／作曲：蔦谷好位置／編曲：YUKI、玉井健二、湯淺篤／歌：YUKI

- 片尾曲：
作詞・作曲：渡邊健二／編曲：SUNEOHAIR／歌：SUNEOHAIR

### 各話列表
| 話數       | 中文標題                        | 日文標題                                                 | 分鏡       | 演出              | 作畫監督                     |        |
| 第一期     | 第一期                          | 第一期                                                   | 第一期     | 第一期            | 第一期                       | 第一期 |
| ---------- | ------------------------------- | -------------------------------------------------------- | ---------- | ----------------- | ---------------------------- | ------ |
| chapter.1  | 心動的奇蹟                      | ……人が恋に落ちる瞬間を初めて見てしまった。まいったな……   | 笠井賢一   | 笠井賢一          | 都築裕佳子                   |        |
| chapter.2  | 兩段戀情開始旋轉                | はぐちゃんを見て少し、焦った……っていうか                 | 山下祐     | 松本佳久          | 舛田裕美 山下祐              |        |
| chapter.3  | 那是兩段單相思                  | あのさ、お前。なんで俺なんだ?                            | 近藤日葉   | 高島大輔          | 相坂直紀                     |        |
| chapter.4  | 他和她在動搖                    | ホントはあんま好きじゃない。クリスマス……                 | 福田道生   | 清水一伸          | 岡野幸男 吉田隆彥            |        |
| chapter.5  | 思念故鄉的母親                  | ……うん………ただいま……                                      | 谷口悟朗   | 山田一夫          | 橘秀樹                       |        |
| chapter.6  | 過去、淚水與告白                | ……なあ山田、なんで俺なんか好きになっちまったんだよ       | 高田耕一   | 湖山禎崇          | 梶谷光春                     |        |
| chapter.7  | 我們要尋找奇蹟                  | はぐ、一緒に行こう                                       | 舛成孝二   | 舛成孝二          | 竹内哲也                     |        |
| chapter.8  | 不能放着你不管                  | ああ……遠いなぁ……                                         | 山下祐     | 安藤健            | 牧野大介                     |        |
| chapter.9  | 那枚胸針很沉重                  | 彼女は気付いただろうか?なぜオレは教えないんだろうか?     | 福田道生   | 松本佳久          | 都築裕佳子                   |        |
| chapter.10 | 我們橫穿天空                    | ……そんな簡単に放り出していいもんじゃないだろ……           | 小平進     | 湖山禎崇          | 梶谷光春                     |        |
| chapter.11 | 被戀愛所左右                    | た……楽しくなかった……                                     | 高島大輔   | 高島大輔          | 舛田裕美 相坂直紀 矢上孝一   |        |
| chapter.12 | 突如其來的吻 唐突未料的離別     | バッカヤロウ。何考えてんだよ！                           | 高田耕一   | 長井龍雪          | 井嶋京子                     |        |
| chapter.13 | 只想問那一句話                  | ……彼女に……僕はいったい、どんな答えを期待していたんだろう | 橘秀樹     | 橘秀樹            | 櫻井親良                     |        |
| chapter.14 | 在夢中見到了她                  | 夢の中で、彼女に逢った……                                 | 鈴木行     | 安藤健            | 吉田隆彦 小川浩司            |        |
| chapter.15 | 懦弱的我開始奔跑                | ……理花さん。オレをまた原田デザインで使ってもらえますか?  | 中山勝一   | 中山勝一          | 杉本功 河野真貴              |        |
| chapter.16 | 月亮在呼喚她                    | 3つめの答えを、僕は、口にしない……                        | 小平進     | 松本佳久          | 梶谷光春                     |        |
| chapter.17 | 連自己的心情都不懂              | オレに無いのは、目的地なんだ……                           | 福田道生   | 湖山禎崇          | 都築裕佳子                   |        |
| chapter.18 | 他回來了                        | 森田さんが戻って来たら……彼女は? そして……                 | 高田耕一   | 高島大輔          | 石原よしはる                 |        |
| chapter.19 | 停滯的時間再次啟動              | こうやっていつも、真山は私を見失う                       | 三浦辰夫   | 吉本毅            | 井嶋京子                     |        |
| chapter.20 | 向漂浮在夜空的月亮祈禱          | それをケアすんのがアンタの役目だろう!                    | 小平進     | 安藤健            | 住本悦子                     |        |
| chapter.21 | 尋找自我的旅程                  | ……空っぽだ……                                             | 狩生豊     | 高島大輔          | 河野真貴                     |        |
| chapter.22 | 迷惘的前方是否遙遠              | ……トンネルを抜けると、とてもキレイな所に出た……           | 橘秀樹     | 橘秀樹            | 梶谷光春                     |        |
| chapter.23 | 答案必須自己找 不能只有迷惘傻笑 | ……そして、僕はもう一度走り出す……                         | 福田道生   | 湖山禎崇          | 都築裕佳子 梶谷光春          |        |
| chapter.24 | 日本的最北端                    | ……ついた                                                 | 小平進     | 笠井賢一          | 島村秀一                     |        |
| 第二期     |                                 |                                                          |            |                   |                              |        |
| chapter.1  | 曾經的種種                      | ……そして、僕たちは再び回り始める……                       | 長井龍雪   | 長井龍雪          | 吉田隆彦                     |        |
| chapter.2  | 想說卻說不出口                  | ……でも、そうでもしなきゃ思い知れないなら、行くがいいさ…  | 長井龍雪   | 上田繁            | 都築裕佳子                   |        |
| chapter.3  | 我不想見到你的眼淚              | 信じらんねぇ……9時間かかんだぞ……!                         | 福田道生   | 佐佐木皓一        | 中野彰子                     |        |
| chapter.4  | 不會讓你離開我                  | 先に耐えきれなくなったのは俺だった。気づいてはいたんだ…  | 高田耕一   | 秋田典昭          | 梶谷光春                     |        |
| chapter.5  | 高興卻又悲傷                    | そう、彼は……優しくしあうことを許されたのだ…              | 浅野勝也   | 浅野勝也          | 井嶋京子                     |        |
| chapter.6  | 我們沒有去成大海                | ……口にしてはダメ……、私には、それを奪う権利はない…        | 鵜飼ゆうき | 武山篤            | 川田剛                       |        |
| chapter.7  | 向前方 向射日光的方向           | ……あのときのことが、目に焼き付いて離れない…              | 大畑清隆   | 高島大輔          | 住本悦子 吉田隆彦 加藤万由子 |        |
| chapter.8  | 我們甚麼都不知道                | ……僕は、なにも知らなかった。                             | 高田耕一   | 池端隆史          | 都築裕佳子                   |        |
| chapter.9  | 體會自己的無能為力              | ……ああ、神様……どうか、彼女を……                           | 福田道生   | 福田道生          | 福田道生                     |        |
| chapter.10 | 小時候 曾見過一次神             | ……どこ、行っちゃってるのよ、バカ……                       | 高田耕一   | 秋田谷典昭        | 梶谷光春 野村芙沙子          |        |
| Chapter.11 | 請把你的人生交給我              | ……私から、絵を描くことを、奪わないでください…            | 高田耕一   | 浅野勝也          | 吉田隆彦 川田剛              |        |
| Chapter.12 | 蜂蜜幸運草…                     | ……時が過ぎて、何もかもが思い出になる日はきっと来る…      | 長井龍雪   | 長井龍雪 鈴木洋平 | 兵渡勝                       |        |

### 插入曲
動畫中不時會播出插入曲，第二季更是每集至少有一首，詳細可參考下方。
第1季 
- 第1話： SPITZ 
- 第2話： 菅止戈男 「デ」
- 第3話： 菅止戈男 
- 第4話： 菅止戈男 
- 第7話： SPITZ 
- 第10話：SPITZ　 
- 第12話：YUKI　｢｣
- 第13話：菅止戈男 「ゃ」
- 第14話：SPITZ　 「Y」
- 第15話：SPITZ　 
- 第18話：菅止戈男 
- 第19話：菅止戈男 
- 第22話：SPITZ　 
- 第23話：菅止戈男 「Room201」
- 第24話：SPITZ　 

第2季 
- 第1話： SPITZ　 
- 第2話： SPITZ　 
- 第3話： 菅止戈男 
- 第4話： SPITZ　 
- 第5話： SPITZ　 
- 第6話： 菅止戈男 「Happy Birthday」
- 第7話： 菅止戈男 
- 第8話： 菅止戈男 
- 第9話： 菅止戈男 
- 第10話：SPITZ 
- 第11話：菅止戈男 
- 第12話：SPITZ　 

## 日本電影
電影於2006年7月22日在日本上映，由高田雅博執導。
2007年5月11日在台灣放映。

### 演員
- 竹本祐太：櫻井翔（香港配音：曹启谦）
- 花本育：蒼井優（香港配音：张颂欣）
- 山田步：關惠美（香港配音：林芷筠）
- 真山巧：加瀬亮（香港配音：黃榮璋）
- 森田忍：伊勢谷友介（香港配音：雷霆）
- 花本修司：堺雅人（香港配音：叶振声）
- 原田理花：西田尚美（香港配音：黄玉娟）

### 製作團隊
- 監督：高田雅博
- 腳本：河原雅彦、高田雅博
- 攝影：長谷川圭二
- 照明：山崎公彦
- 美術：中村桃子
- 錄音：井家眞紀夫
- 整音：太斉唯夫
- 造型：白山春久
- 音楽：菅野洋子
- 拼貼繪圖製作：MAYA MAXX
- 森田彫刻製作：森田太初
- 製作人：小川真司、今村景子、多田真穂
- 音楽製作人：金橋豊彦、茂木英興
- 製作協力：Progressive Pictures
- 製片公司：Asmik Ace、電通Tech
- 製作：Asmik Ace、J Storm、集英社、電通
- 配給：Asmik Ace

### 主題曲
主題歌「魔法のコトバ」（魔法的語言）
歌 - SPITZ
片尾曲「アオゾラペダル」（藍天腳踏板）
歌 - 嵐 / 作詞、作曲 - 菅止戈男
插入曲「オペラ『ワリー』より第一幕 さよならふるさとの家よ」
作曲 - Catalani

## 電視劇

### 日本電視劇
電視劇由2008年1月8日起於每星期二晚間9:00～9:54(日本時間)在富士電視台播出。由成海璃子主演。在香港於2010年3同19日起，在有線娛樂台播映。
演員列表
- 花本葉久美：成海璃子
- 竹本祐太：生田斗真
- 山田亞弓：原田夏希（粤语配音：王慧珠）
- 真山巧：向井理（粤语配音：李家傑）
- 森田忍：成宫宽贵
- 勅使河原美和子：瀧澤沙織
- 羅麥亞學長：木村祐一
- 庄田教授：松重豊
- 寺登泰彦：前川泰之
- 野宮匠：柏原崇（粤语配音：柯偉聰）
- 山田大五郎：泉谷しげる(友情客串)
- 花本修司：村上淳
- 原田理花：瀨戶朝香（粤语配音：羅嘉玲）

#### 播放日程
| 集數 | 播出日期   | 標題                             | 原文標題 | 收視率 |
| ---- | ---------- | -------------------------------- | -------- | ------ |
| 1    | 2008/01/08 | 春天、戀愛降落到的瞬間           |          | 12.9%  |
| 2    | 2008/01/15 | 獲得成功的海和眼淚的接吻         |          | 10.0%  |
| 3    | 2008/01/22 | 夏天與烟花散落了的單戀           |          | 9.8%   |
| 4    | 2008/01/29 | 聖誕節前夜的來臨，眼淚的告白     |          | 9.5%   |
| 5    | 2008/02/05 | 不可能的第一位的存在             |          | 8.9%   |
| 6    | 2008/02/12 | 怎樣才能獨當一面                 |          | 8.6%   |
| 7    | 2008/02/19 | 向著沒有地圖的道路前行           |          | 8.3%   |
| 8    | 2008/02/26 | 失蹤！那個冬天人生與戀愛不復存在 |          | 8.0%   |
| 9    | 2008/03/04 | 奇蹟的告白，突如其來的意外       |          | 7.4%   |
| 10   | 2008/03/11 | 絕望的深淵，牽絆的道路           |          | 7.0%   |
| 11   | 2008/03/18 | 值得驕傲的愛                     |          | 7.1%   |

#### 主題曲
- － 平井堅

## 節目的變遷
| 日本富士電視台 noitaminA | 日本富士電視台 noitaminA               | 日本富士電視台 noitaminA |
| ------------------------ | -------------------------------------- | ------------------------ |
|                          | 蜂蜜與四葉草 (2005.04.14 - 2008.09.29) |                          |
| 無 ( - )                 | 天國之吻 (2005.10.13 - 2005.12.29)     |                          |

| 日本富士電視台系列 火九連續劇          | 日本富士電視台系列 火九連續劇       | 日本富士電視台系列 火九連續劇 |
| -------------------------------------- | ----------------------------------- | ----------------------------- |
|                                        | 蜂蜜與四葉草 (2008.1.8 - 2008.3.18) |                               |
| 我的野蠻媽咪 (2007.10.16 - 2007.12.18) | 絕對彼氏 (2008.4.15 - 2008.6.24)    |                               |

## 外部連結
- （日語） 漫畫《蜂蜜與四葉草》日本官方網站
- （日語） 動畫《蜂蜜與四葉草》日本富士電視台官方網站 （页面存档备份，存于）
- （日語） 動畫《蜂蜜與四葉草II》 日本富士電視台官方網站 （页面存档备份，存于）
- （日語） 電影《蜂蜜與四葉草》 日本官方網站
- （日語） ハチミツとクローバー｜ 羽海野 チカ｜ クイーンズコミックス｜BOOKNAVI｜集英社 （页面存档备份，存于）